# Битча (Борисовський район)
Битча (біл. вёска Бытча) — село в складі Борисовського району Мінської області, Білорусь. Село підпорядковане Пригородницькій сільській раді, розташоване в північно-східній частині області.